# Liga Provincial de Fútbol del Callao 1933
La Primera División Provincial de Fútbol del Callao, es máxima división del fútbol chalaco. La segunda edición se llevó a Cabo en 1933. El campeón del certamen fue el club Alianza Frigorífico Nacional.

## Historia
En 1934, se llevó a cabo la segunda edición de la primera división de la Liga Provincial de Fútbol del Callao. Para esta edición se incrementó los equipos participante del torneo. Primero los tres equipos del campeonato anterior. Se le adiciona los tres equipos invitados de la División Intermedia: Telmo Carbajo, Porteño  y Unión Estrella. Además al campeón y subcampeón de la  División Intermedia de 1932:Federico Fernandini y Sportivo Jorge Chávez.
El club Alianza Frigorífico Nacional logra el título de la máxima división del fútbol chalaco. El club Porteño F.B.C. , pierde la categoría al terminar último de la liga y regresando a la División Intermedia de 1934.

## Equipos
- Alianza Frigorífico Nacional - Campeón
- Sportivo Jorge Chávez - Subcampeón
- Federico Fernandini
- Unión Estrella
- Atlético Chalaco
- Unión Buenos Aires.
- Telmo Carbajo
- Porteño  - Pierde la categoría

## Enlaces
- Campeonato Liga de Fútbol del Callao 1933
- 1936: Liga Provincial del Callao, escalafón inferior a la División de Honor.